# 732

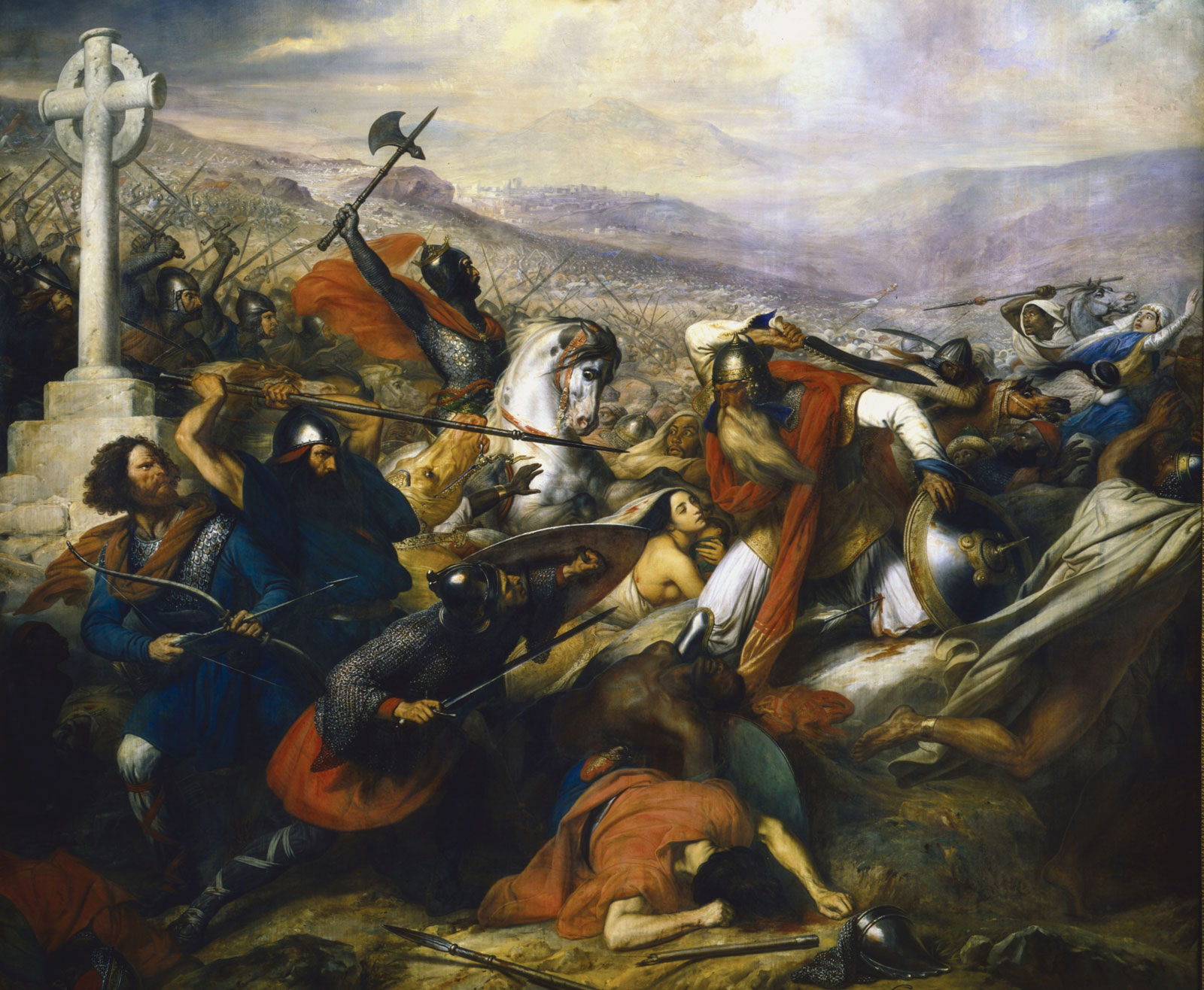
Karel Martel (te paard) verslaat Abdul Rahman Al Ghafiqi in de Slag bij Poitiers

Het jaar 732 is het 32e jaar in de 8e eeuw volgens de christelijke jaartelling.

## Gebeurtenissen

### Brittannië
- Koning Ceolwulf van Northumbria wordt (tijdelijk) afgezet door zijn tegenstanders en trekt zich terug in het klooster van Lindisfarne. Kort daarna bestijgt hij met steun van de Angelsaksische adel opnieuw de troon (of 731).

### Europa
- Saintes wordt verwoest door Abdul Rahman Al Ghafiqi.
- 25 oktober - Slag bij Poitiers: De Franken en de Bourgondiërs onder bevel van Karel Martel, hofmeier van Neustrië en Austrasië, verslaan bij Poitiers een Arabisch leger – volgens moslimbronnen 80.000 man sterk – onder Abdul Rahman Al Ghafiqi. De noordwaartse expansie van de Arabieren wordt tot staan gebracht. Tijdens de gevechten sneuvelt Rahman Al Ghafiqi, de Arabische troepen trekken zich terug over de Pyreneeën. Karel krijgt voor zijn behaalde overwinning op de Arabieren de bijnaam "de Strijdhamer". Hertog Eudes van Aquitanië moet de Frankische heerschappij in Gallië (huidige Frankrijk) erkennen.
- Karel Martel organiseert de Frankische krijgsmacht van trouwe veteranen om in een beroepsleger, voornamelijk zware infanterie. Hij voert radicale veranderingen door, de stijgbeugel (in China al geruime tijd bekend) wordt geïntroduceerd. Tijdens zijn bewind confisqueert Karel bezittingen van de kerk teneinde zijn leger – met name zijn ruiterleger – te financeren. Geleidelijk wordt de cavalerie de kern van het Frankische leger.

## Religie
- Paus Gregorius III benoemt Bonifatius, Angelsaksische missionaris, tot aartsbisschop – in eerste instantie zonder zetel – en tot pauselijk vicaris voor het oostelijke deel van het Frankische Rijk.
- Gregorius III verbiedt in een decreet het eten van paardenvlees. Het slachten van paarden wordt strikt verboden, dit vanwege religieuze redenen en om het heidense geloof in Europa te onderdrukken.
- Ecgberht wordt door zijn neef Ceolwulf van Northumbria benoemd tot bisschop van York. Hij sticht een school waar onderwijs wordt gegeven aan de katholieke geestelijken en de Angelsaksische adel.

## Overleden
- Abdul Rahman Al Ghafiqi, Arabisch gouverneur (emir) van Al-Andalus
- 13 maart - Gerald van Mayo, Angelsaksisch abt (of 731)